# Марио Балотели
Марио Балотели Барвуа (итал. Mario Balotelli Barwuah; Палермо, 12. август 1990) италијански је фудбалер и репрезентативац, који тренутно наступа за Ђенову.

## Биографија
Професионалну каријеру је започео у Лумецанеу, за који је одиграо само две утакмице пре него што је отишао на пробу у Барселону. Није успешно прошао пробу, па је уместо у Барселони завршио у Интеру. Роберто Манчини му је дао шансу у првом тиму, али након Манчинијевог одласка Балотели је стално био у проблемима због своје недисциплине. Био је у сталном сукобу са новим тренером Жозеом Мурињом, што је на крају и довело до тога да у јануару 2009. буде суспендован због бројних повреда и недисциплине које је правио. На удару Интерових навијача се нашао марта 2010. због тога што се у једној телевизијској емисији појавио у дресу Милана.
У августу 2010. је прешао у Манчестер сити, који је са клупе водио Роберто Манчини. И у новом клубу је наставио са контроверзним понашањем због кога се најчешће и налази на насловним странама. За репрезентацију Италије је дебитовао 10. августа 2010. у пријатељској утакмици са Обалом Слоноваче.
Балотели има надимак Супер Марио према видео лику из Нинтендове видео игре. Надимак је добио јер је агилан, брз и снажан играч великих техничких способности и неоспорног талента. Са друге стране, познат је и по недисциплини и поступцима који не доликују играчу светског ранга.

## Почеци
Марио Балотели је рођен у сицилијанском граду Палерму као дете родитеља из Гане, Томаса и Росе Барвуах. Убрзо након његовог рођења породица се преселила у Ломбардију. Марио се родио као болешљиво дете и имао је здравствене компликације због којих је неколико пута оперисан. Здравствено стање му се поправило у другој години.
Управо је због његовог лошег здравља и сиромашних услова у којима је живела породица Барвуах, Марио као трогодишњак дат на усвајање породици Балотели. У почетку је дете током радне недеље било код усвојитељске породице а током викенда код биолошких родитеља. Касније се све променило тако да је Марио трајно остао код Балотелијевих. 
Његови нови родитељи Франческо и Силвија су пореклом италијански Јевреји, и с Маријом су живели у великој кући у селу Concesio покрај Бреше.
Када је Марио Балотели постао познат, његови прави родитељи су затражили од играча да им се врати док их је он оптужио да траже славу те га желе назад због обећања које им је дао у прошлости.
Према италијанском закону о држављанству, који је донесен у фебруару 1992, Марио је требало да чека 18. рођендан када је могао да преда захтев за држављанством. Балотели је званично добио италијанско држављанство 13. августа 2008. Након што је званично постао италијански држављанин рекао је:
„Ја сам Италијан, осећам се Италијаном и заувек ћу играти за италијанску фудбалску репрезентацију“. Марио Балотели
Из своје биолошке породице Барвуах, Марио има два брата (Енох и Анхел) и сестру Абигаил. Брат Енох Барвуах је такође фудбалер, и био је на пробама у Стоук ситију и Сандерленду, пре него што је у новембру 2012. потписао за нижелигаша Солфорд сити.

## Клупска каријера

### Лумецане
Балотели је каријеру започео у Лумецанеу где је са 15 година дебитовао у првој екипи и то у утакмици Серије Ц1 против Падове.

### Интер Милано
Након неуспешне пробе у Барселони, милански Интер је 2006. потписао уговор са Лумецанеом о позајмици играча и заједничком сувласништву над Балотелијем у вредности од 150.000 евра. Играч је тада стављен у Интерову јуниорску екипу а након што је истекла једногодишња позајмица Интер је откупио Лумецанеов удео за 190.000 евра.
Марио Балотели је за Интер дебитовао 8. новембра 2007. у пријатељској утакмици против Шефилд јунајтеда. Енглески клуб је тада славио 150-у годишњицу постојања, па је позвао Интер на пријатељску утакмицу. Милански састав је тада победио са 5:2 а Балотели је постигао два гола.
Деби у Серији А је имао 16. децембра 2007. у сусрету против Каљарија који је добијен са 2:0. Балотели је тада ушао у игру као замена за Давида Суаза. Три дана након тога био је и у првом саставу у утакмици Купа Италије против Ређине где је постигао два гола у победи од 4:1. Већу пажњу Балотели је изазвао када је у реванш утакмици четвртфинала Купа Италије постигао два поготка торинском Јувентусу чиме је Интер победио са 3:2. Свој први погодак у Серији А постигао је у априлу 2008. у гостујућој победи од 2:0 против Аталанте.
Балотели је већ у својој првој сезони освојио скудето, док је уочи отварања нове сезоне 2008/09. освојен и италијански Суперкуп. У утакмици Суперкупа је заменио Луиса Фига и дао гол за коначних 2:2. На крају се питање победника одлучивало извођењем једанаестераца где је Интер победио резултатом од 6:5.
У новембру 2008. Балотели је постао најмлађи играч у Интеровој историји који је постигао гол у Лиги шампиона. Тада је имао 18 година и 85 дана, чиме је срушио рекорд Обафемија Мартинса (18 година и 145 дана).
Током утакмице против Јувентуса, Балотелија су Јувеови навијачи расистички вређали а играч им је "одговорио" голом за финалних 1:1. Касније је Интеров власник Масимо Морати изјавио да убудуће неће изводити тим на терен због расизма. Сам Јувентус је због тог инцидента кажњен са једном утакмицом без навијача на стадиону.
Кроз ту сезону Балотели је почео правити проблеме због недисциплине па га је тадашњи тренер Жозе Мурињо искључио из прве екипе током друге половине сезоне. Осим недисциплине, Мурињо је оптужио играча да се недовољно залаже на тренингу. Португалски стратег је тада изјавио: " Према ономе што видим, младић као он не може себи допустити да тренира мање од Фига, Кордобе и Занетија." Такође, играч се често сусретао са расизмом упућеним од стране Јувентусових навијача због чега је торински клуб често био кажњаван. Балотели је тада освојио свој други, односно Интер свој четврти скудето у низу.
У новој сезони 2009/10. наставила се нетрпељивост између Балотелија и Муриња. Такође, упркос победи од 1:0 над Челсијем у реваншу Лиге шампиона на Стамфорд бриџу, Балотели се нашао на удару својих саиграча. Посебно су га критиковали Интерови ветерани као што су Хавијер Занети и Марко Матераци али и сопствени агент. Такође, у марту 2010. се нашао на жестоком удару Интерових навијача будући да се у италијанској ТВ емисији Striscia la Notizia појавио у дресу супарничког Милана.
Због тога је Балотели дао службено извињење које је објављено на веб страницама миланског Интера:
„Жао ми је због ствари коју сам недавно учинио. Прва сам особа која пати јер обожавам фудбал и желим да играм и сада у тишини чекам како бих се вратио и био користан првој екипи. Желим оставити прошлост иза себе, гледати у будућност, концентрисати се на предстојеће утакмице и бити спреман.“. Марио Балотели
Након јавног извињења португалски тренер га поново враћа у тим у утакмици против Болоње, и Марио постиже гол у победи од 3:0. Међутим, играч је поново почео да буде контроверзан у полуфиналу Лиге шампиона против Барселоне. По завршетку утакмице бацио је на терен своју мајицу као одговор на звиждуке Интерових навијача због његове лоше игре. Због тога су га навијачи покушали физички напасти након утакмице. Његово понашање на терену нису одобравали ни његови саиграчи док је Хавијер Занети изјавио: „ Марио мора бити фокусиран на то што ради на терену, не може себи допустити такво понашање“.
Тиме је каријера Балотелија у миланском Интеру била завршена па су се за њега заинтересовали многи премијерлигашки клубови, посебно два ривала из Манчестера - Јунајтед и Сити.

### Манчестер сити
Након дугих преговора, Интер се са Манчестер ситијем у августу 2012. договорио о трансферу Балотелија у Енглеску за 22.000.000 евра. Тамо се поново нашао са Робертом Манчинијем који га је тренирао у Интеру. Играч је тамо узео дрес са бројем 45.
Деби у Премијер лиги Балотели је имао 24. октобра 2010. у поразу 3:0 од Арсенала код куће, док је прве првенствене голове за клуб постигао 7. новембра против ВБА (2:0 победа). Осим погодака, Марио је зарадио и црвени картон због прекршаја над Јусуфом Мулумбуом. Тренер Роберто Манћини је одлуку судије назвао непоштеном. Исто као у првенству, Балотели је био успешан и у Лиги Европе где је постигао прва два поготка у победи од 3:0 на Ред бул Салцбургом.
Свој први премијерлигашки хет-трик за клуб, Балотели је дао Астон Вили 28. децембра 2010. У својој дебитантској сезони за клуб, Сити је освојио ФА Куп победивши у финалу Стоук сити са 1:0, а Марио је проглашен играчем утакмице. То је уједно био и први трофеј Манчестер ситија након 35 година поста.
У новој сезони 2011/12. Балотели је наставио са високом голгетерском ефикасношћу. Тако је био важна карика Ситија који је у градском дербију против Јунајтеда поразио противника са огромних 6:1 на Олд Трафорду. На тој утакмици је постигао прва два гола. Деби за клуб у Лиги шампиона имао је у сусрету против шпанског Виљареала где је такође постигао гол.
Упркос одличним играма, Марио поново има проблема због недисциплине па у априлу 2012. по четврти пут у сезони добија црвени картон на сусрету против Арсенала. На конференцији је и тренер Манчини рекао да је изгубио стрпљење са Балотелијем, сугеришући да играч неће играти до краја сезоне и да ће бити стављен на трансфер листу. Ипак, Манчини га је увео у игру као трећу замену у последњој утакмици првенства против Квинс парк ренџерса. Била је реч о важној утакмици на којој се Сити борио за титулу првака, а Балотели је на њој асистирао Серхију Агуеру за гол у 94. минуту. Тиме је Манчестер сити постао енглески првак први пут након 1968.
„Проблем је у његовим годинама због чега има много грешака. Он је Марио. Он је луд али волим га јер је добар дечко.“ Роберто Манчини

### Милан
Упркос изјави власника Силвија Берлусконија да је Балотелли трула јабука, играч је у јануару 2013, пред сам крај зимског прелазног рока доведен у Милан. Наиме, након што је Алешандре Пато продат бразилском Коринтијансу за 15.000.000 фунти, прикупљена су значајна средства у износу од 20.000.000 евра за куповину Балотелија.
Балотели је имао успешан старт у дресу новог клуба. У првој првенственој утакмици против Удинезеа, Балотели је најпре постигао први погодак за вођство од 1:0 да би у трећем минуту судијске надокнаде реализовао једанаестерац за коначну победу од 2:1. IУ наредна два меча, Балотели је постигао два гола, укључујући и гол из слободног ударца са 27 m против Парме.  Тим голом је изједначио рекорд Оливера Биркофа који је такође постигао 4 гола у прва три меча за Милан У петом наступу Балотели се појавио као измена против Ђенове и постигао пети гол за нови клуб. У мечу против Палерма, Балотели је наставио свој импресивни низ голова са још два гола, једним из пенала и једним после центаршута Мбаје Нианга.
Последњег дана сезоне, Балотели је постигао свој дванаести гол у тринаест наступа за Милан и тим је победио Сијену и квалификовао се за 2013-14 Лигу Шампиона.

#### 2013/14
Дана 22. септембра 2013. године Балотели је промашио пенал у мечу први пут у 22 покушаја у професионалној каријери, пенал му је одбранио Пепе Реина и Милан је тај меч изгубио 2-1 од Наполија. За време меча против Катаније,1. децембра 2013. године, Балотели је оптужио противничког играча, Николаса Сполија да га је прозивао на расној основи, али је било недовољно доказа да буде предузета нека акција против њега. Исте недеље, Балотели је постигао два гола у ремију 2-2 против Ливорна, један од голова је био сензационални гол са 30 m из слободног ударца, брзина тог шута била је 109 километара на час.

### Ливерпул

#### 2014/15
У августу 2014, Балотели је прешао у Ливерпул у трансферу вредном 16 милиона еура као замена за одлазећег Луиса Суареза. Дебитовао је за Ливерпул у лигашком мечу на гостовању Тотенхему 31. августа, меч који је Ливерпул добио 3-0. Балотели је постигао први гол за Ливерпул 16. септембра, против Лудогореца на Енфилду у победи резултатом 2-1 у групној фази УЕФА Лиге Шампиона. У мечу истог такмичења 22. октобра, против Реал Мадрида, Балотели је био критикован од стране менаџера, Брендана Роџерса, због мењања дреса на полувремена са противничким играчем, Пепеом, рекавши „То је нешто што се не дешава овде и не би требало да се догађа овде“.
Дана 18. децембра 2014. године је кажњен једним мечом суспензије и 25.000 еура због постављања слике на друштвене мреже која је садржала антисемитистичке и расистичке референце.
Балотелијев први гол у Премијер Лиги за Ливерпул је дошао у његовом тринаестом наступу, 10. фебруара 2015. године, и тим голом који је постигао у 82 минуту против Тотенхема, је донео победу резултатом 3-2.  Постигао је само 4 гола у 28 наступа и на крају сезоне је био осуђиван од стране многих као једно од најгорих појачања те сезоне.

#### Повратак у Милан (позајмица)
Дана 27. августа 2015. године, Балотели се вратио у Милан на једногодишњу позајмицу. 22. септембра 2015. године, Балотели је постигао свој први гол по повратку у Милан у свом трећем наступу, гол је постигао у петом минуту из слободног ударца са 25 m против Удинезеа у победи од 3-2 на гостовању.  Недељу дана касније је задобио повреду препоне у поразу од 1-0 Ђенове, 27. септембра, повреда је захтевала операцију и одвојила га је од терена на три месеца.  Вратио се на терен, као измена, 17. јануара 2016. године у победи од 2-0 против Фиорентине; након чега је постигао једини гол из пенала девет дана касније у победи у првом мечу полуфинала Купа Италије против Алессандрије.  1. маја, му је голман Фросинонеа одбранио пенал у ремију 3-3 код куће, због којег му се противнички играч, Мирко Гори наругао.

## Репрезентативна каријера
Балотели није могао да се одазове на позиве у италијанске националне тимове за играче млађе од 15 и 17 година пошто је сматран имигрантом из Гане.
Дана 7. августа 2007. године, пет дана пре његовог седамнаестог рођендана, Балотели је добио свој први позив у Репрезентацију Гане од њиховог тренера Клода Ле Роја за пријатељски меч против Сенегала на Нев Ден стадиону у Лондону, Енглеска. Он је одбио понуду наводећи још једном своју жељу да заигра за Италију када буде стекао право. Он је такође изразио спремност да представља Италију на међународном нивоу одмах по стицању италијанског пасоша.
Тренер италијанског националног тима до 21. године, Пјерлуиђи Казираги, изразио је намеру да позове Балотелија једном када буде стекао италијанско држављанство. Дана 13. августа 2008. године Балотели је напокон добио италијанско држављанство.
Ово је још узбудљивије од мог дебија у Серији А. Најбољи рођендански поклон који бих могао сада добити би био позив да се прикључим Италијанском националном тиму, мада бих радо да играо и за У 21 тим.
Марио Балотели
Казираги га је позвао да се придружи италијанском националном тиму за играче млађе од 21. године, популарним Азуринима, за мечеве против младих тимова Грчке и Хрватске. У свом дебију 5. септембра 2008. године постигао је свој први међународни гол нерешеном резултату против Грчке, 1-1.
Балотели је именован у финални састав репрезентације Италије до 21 године за Европско првенство у фудбалу за играче млађе од 21. године 2009. године у и постигао први гол против домаћина Шведске у 23. минуту. Једва 15. минута касније је добио црвени картон због сукоба са шведским везистом, Понтусом Вернбломома. Италија је елиминисана од евентуалног шампиона Немачке у полуфиналу, након пораза резултатом 1-0.
Дана 10. августа 2010. године, Балотели је дебитовао у сениорском италијанском националном тиму, као део састава најављеног од стране новог тренера Чезареа Пранделија, у пријатељском мечу против Обале Слоноваче. У том мечу је био стартер уз још једног дебитанта, Амаурија, и нападача Антонија Касана у поразу од 1-0.  11. новембра 2011. године, Балотели је постигао свој први гол у репрезентацији у победи од 2-0 против Пољске на стадиону Мијески у Вроцлаву, Пољска, такође је наместио други гол на мечу.

### Европско првенство 2012.
Пре турнира у Пољској и Украјини, Балотели је интервјуисан у новинама о расизму међу фановима у земљама домаћинима. Током интервјуа Балотели је запретио да ће отићи са терена ако га било који противнички навијачи буду злоупотребљавали на расној основи на било који начин, и рекао да ће „убити“ било кога ко буде бацио банану испред њега. Причао је о својим све већим страховима да ће црни играчи бити нападани од стране расиста и одбио да прихвати расизам у било ком облику, причао је о свом искуству са расизмом у фудбалу у време док је наступао за Интер у италијанској Серији А. За време припрема за такмичења, тренер Манчестер Ситија, Роберто Манчини, је упорно бранио Балотелија, он и  фудбалер Данијеле Де Роси су веровали да Марио мора да одрасте и сазри ако хоће да буде постане централни део будућег успеха Италије.
Дана 10. јуна 2012. Балотели је постао први црни играч који је наступио за Италију на једном од највећих турнира (Европско првенство или Светско првенство) у ремију 1-1 против Шпаније, првом мечу Италије на Еуру 2012. Италија и Шпанија су касније играле једна против друге и други пут у главном граду Украјине, у Кијеву. У ремију 1-1 Балотели није успео да оствари неки учинак, замењен је у 56. минуту пошто је промашио више шанси, посебно шансу један на један са шпанским голманом и капитеном, Икером Касиљасом, пар минута пре него што је замењен. Његова замена био је Антонио Ди Натале. Тридесетчетворогодишњак је успео да постигне свој једанаести гол у националном тиму и доведе Италију у вођство за време које је био на терену. Како је Балотели наставио да буде у лошој форми у националном тиму, навијачи и критичари су тражили да Ди Натале замени „незрелог и непредвидљивог нападача“.
Касније на турниру 18. јуна 2012., Марио Балотели је постигао свој први гол на великом интернационалном турниру у победи од 2-0 против Републике Ирске. Када је покушао да прослави гол, био је моментално спречен од стране саиграча, Леонарда Бонучија, који је покрио Балотелијева уста руком због страха да би нападач могао да каже нешто што би га довело у невољу.  Балотели је стављен на клубу од стране Чезареа Пранделија пре утакмице због мањка могућности приказаних у претходним мечевима у групи, стога када је ушао у игру против Ирске навијачи нису очекивали да има велики учинак, и његова прослава је је можда била упућена скептицима који су веровали да је он лош за тим. Балотели је био стартер у четвртфиналу против Енглеске, његов наступ је био описан као промашен, али је његово залагање било високо оцењено у мечу где је промашио више шанси. Постигао је први пенал када се приступило до извођењу пенала, гол је дао саиграчу из Манчестер Ситија, Џоу Харту. Балотели је постигао два гола у првих 40 минута меча у полуфиналном окршају Италије против Немачке, Италија је победила резултатом 2-1 и прошла у финале Еура 2012 где их је чекали актуелни Европски и Светски шампиони, репрезентација Шпаније. Пред финале Балотели је рекао да титула Манчестер Ситија значи да евентуални неуспех у финалу не би доживео као лични неуспех ове сезоне. Такође је рекао да је био збуњен под притиском који је имао на раменима због уласка у финале, због великих очекивања навијача од стране домаћих навијача након његовог невероватног перформанса против Немачке.
За време турнира, Балотели је био субјекат случаја расистичке злоупотребе за време утакмице против Хрватске што је навело УЕФУ да казни Хрватски Национални Савез са 80.000 еура. Италија је изгубила у финалу 4-0 од стране бранилаца титуле, Шпаније. Упркос тешком поразу, Балотели је именован у најбољи тим турнира због својих перформанса. Са три гола, Балотели је завршио овај турнир као први стрелац турнира и ту награду је поделио са још 5 других играча, иако је Златна Копачка на крају отишла Фернанду Торесу, због његове асистенције у финалу Еура 2012.

### Квалификације за Светско првенство 2014.
Након што се усталио састав на ЕУРУ 2012, Балотели је остао први нападачки избор у квалификацијској мисији Италије за Светско првенство 2014. године.
Дана 21. марта 2013. он постиже погодак са велике дистанце за изједначење у пријатељском мечу против Бразила на стадиону у Женеви. Пет дана касније он постиже оба поготка у мечу за квалификације са Малтом где Италија побеђује, настављајући свој успешни голгетерски низ за клуб а и репрезентацију од када је потписао уговор за Милан.
Дана 7. јуна 2013. Балотели је избачен са терена у ремију са Чешком у Прагу. 10. септембра 2013. Балотели постиже победоносни погодак у квалификацијама за Светско првенство на мечу са Чешком у Торину, чиме је омогућио Италији да учврсти своју водећу позицију у групи и успешно се квалификује за Светско првенство 2014. године. Балотели је завршио своју мисију у квалификацијама као најбољи стрелац Италијанске репрезентације са 5 голова и такође је био најбољи стрелац своје квалификацијске групе, помажући Италији да прође групу као непоражена и успешно се квалификује за надолазеће Светско првенство.

### Куп конфедерација 2013.
Дана 3. јуна 2013. сврстан је у Италијанску репрезентацију за Куп конфедерација 2013. У првом мечу Италије 16. јуна, Балотели је постигао победоносни гол у касном делу меча против Мексика за коначни резултат од 2-1 У следећем групном мечу са Јапаном, Балотели постиже гол из пенала за 3-2, после резултата од 2-0 у првом полувремену. Италија добија меч са 4-3, чиме омогућава себи да учествује у полуфиналу Купа Конфедерација по први пут у својој историји. У последњем мечу Италије у против домаћина и евентуалних шампиона Бразила, Балотели асистира Емануелеу Ђакеринију за изједначење петом, иако је касније Италија изгубила тај меч са 4-2. Раније у полуфиналу, Балотели је повредио бутину, што га је спречило да игра остатак турнира. Италија завршава турнир као трећепласирана након што је победила Уругвај у доигравању.

### Светско првенство 2014.
Дана 1. јуна 2014, Балотели је сврстан у Италијанску поставу за Светско првенство 2014. На првом мечу Италије на турниру, 14. јуна, он је постигао гол за победу од 2-1 против Енглеске. После меча са Енглеском, Балотели је изјавио да играње на Светском Првенству по први пут јесте "диван осећај који треба да доживите" и гол је посветио својој будућој супрузи. Италија је изгубила своја следећа два меча, међутим, били су елиминисани у првом колу, завршивши трећи у својој групи.

## Стил игре
Агилан, брз и јак. Балотели поседује брзину, снагу и техничке способности, али је критикован због свог понашања и става Балотели је такође и специјалиста за прекиде због свог моћног ударца и на основу својих саиграча и медија сматра се да је играч који обећава, али и је поред тога и недисциплинован. Он се сматра за једног од најбољих извођача пенала у фудбалском свету, са тиме се слаже и његов бивши саиграч из Манчестер Ситија, голман Џо Харт.  Балотели је промашио свој први такмичарски пенал против Наполија 22. септембра 2016 када му је пенал одбранио Пепе Рејна.
За две године у Манчестер Ситију, добио је четири црвена картона- против Вест Бромвич Албиона (новембар 2010), Динама из Кјева (март 2011), Ливерпула (новембар 2011) и Арсенала(април 2012). Он је такође у то време одслуживао суспензију за друге инциденте као што је печат на Скоту Паркеру.

## Личност и слика у јавности
Балотели је добио и надимак Супер Марио према италијанском лику из видео игре Марио из легендарне Нинтендо серије.
Медији су Балотелију дали репутацију због свог тешког карактера и учествовања у сумњивим и често забавним активностима. Једном је описан од стране Жозе Муриња као неко са киме је немогуће управљати.  Јуна 2010. Балотели и његова група пријатеља пуцали су из ваздушних пиштоља на отвореном у Милану.  Иако негира да је "луд" као што његов ментор Роберто Манћини често тврди, Балотели је признао да некада ради "чудне ствари". 2010. усликан је у друштву два члана Мафије. Од када се придружио Манчестер Ситију, Балотели је стекао култни статус. Навијачи Манчестер Ситија регуларно су певали песме са текстом које су описивале његове активности. Музичар Тинчи Страјдер снимио је песму у част Балотелија, Марио Балотели.
Балотели је био предмет бројних новинарских прича од доласка у Манчестер Сити. Неке су биле потврђене као истините док су се друге испоставиле као погрешне. Неколико дана након доласка у Манчестер Сити, Балотели је изазвао саобраћајну несрећу. Саопштено је тада да је Балотели носио са собом пет хиљада фунти, а када га је полицајац питао зашто носи толико велику суму новца са собом, Балотели му је одговорио: "Зато што сам богат"!. У његове активности ван терена убраја се то да се Балотели возио у Италијанском женском затвору само да би разгледао, и то да је гађао стрелицама за пикадо свог млађег саиграча за време тренинга, и све се испоставило као истина. Балотели је такође био подвргнут таблоидним гласинама о његовом суочавању са насилником у школи пошто се постављало питање зашто један млади фан манчестер ситија није присуствовао часовима, и давању хиљаду фунти бескућнику на улицама Манчестера.  Обе ове приче испоставиле су се као нетачне.
Видео снимак пре Ситијевог окршаја у Лиги Европе показује да Балотели тражи помоћ око облачења маркера, то је инцидент који је његов саиграч Един Џеко имитирао следеће недеље на загревању пре меча са Челсијем. Септембра 2011, Балотели је наводно виђен да користи свој Ајпад док је на клупи за измене Италије на мечу са Фарским Острвима,  иако је демантовао своје посете затвору касније те недеље.
Балотели је прославио свој гол против Манчестер Јунајтеда у октобру 2011. показујући мајицу са речима: "Зашто увек ја?" Прослава која наизглед оспорава тачност новинских извештаја.  Дан пре меча, Балотели и његови пријатељи запалили су кућу када су пуштали ватромет у њој. Касније те недеље Балотели је представљен амбасадор за ватрометну безбедност Ширег Манчестера. 5. новембра 2011. на годишњем ватромету у Еденбриџу, Кент, откривена је 12 m висока дрвена макета Балотелија са капом Супер Марија, како у својој десној руци држи кућу, а велики ТНТ ватромет у левој који су референца његовог претходног инцидента.  У децембру 2011. Балотели је прекинуо 48-часовни полицијски час пре утакмице Манчестер Ситија против Челсија да оде у сигурну кућу, иако "није пио алкохол, потписивао аутограме, позирао за слике са пријатељима и где је био укључен у лажну борбу мачевања са оклагијом". Клуб је одмах покренуо истрагу.  У марту 2012. када је Интер из Милана (Балотелијев бивши клуб) држао конференцију о свом новом менаџеру Андреи Страмаћонију, Балотели је уништио догађај. У децембру 2012, Балотели је хтео да изведе Манчестер Сити пред трибунал Премијер Лиге због казне одузимања двонедељне плате коју је добио од клуба због лоше дисциплине, али је одустао од тога дан пре саслушања.
Дана 1. децембра 2014. Балотели је био оптужен за расизам и антисемитизам због постављања слике о карактеру из видео игре Марио на Инстаграм. Слика је промовисала анти-расизам, говорећи другима да буду као карактер, приписујући му квалитете стереотипно повезане са различитим етничким групама, завршавајући идеју да " скаче као црнац, а новчиће граби као Јевреј". Као одговор на критике, он је написао: "Моја мама је Јеврејка, тако да вас све молим да умукнете."

## Приватан живот
Године 2012, Балотели се појављује у "ЏИКЈУ" где су он и Британски музичар, Тини Темпа, проглашени за најбољег и другог најбоље обученог мушкарца на свету. Балотели се такође појавио и на насловној страни у издању Тајм Магазина за новембар 2012.
Балотели је фан мешовитих борилачких вештина, као што је навео у прошлости да би он волео да се такмичи у том спорту и професионално да није фудбала.
Балотели поседује неколико возила, укључујући Ренџ Ровер Евок, Феррари 458 Спајдер, Бентли Континентал ГТ, Масерати ГТ и Ауди Р8 В10.
У јануару 2013. Балотелијева нето вредност процењена је на 40 милиона америчких долара, док је у јануару 2012. она била 25 милиона америчких долара. Балотели је купио вилу вредну 3 милиона еура у Уједињеном Краљевству.
Балотели више не пије алкохол.
У Јулу 2012. Балотелијева бивша девојка Рафаела Фико, изјавила је да је трудна са његовим дететом. Балотели је је одговорио да ће прихватити одговорност на дете само ако то потврди ДНК тест.  Фикоина ћерка Пиа, рођена је 5. децембра 2012. године. Фико је тужила Балотелија да је "неодговоран" и да га "не занима" новорођена ћеркица. Као одговор, Балотели је претио да ће предузети законске мере против Фико да брани своју репутацију против, како он сматра, лажне отпужбе.  У фебруару 2014. године, Балотели је коначно признао очинство своје ћерке Пие након позитивног ДНК теста.
У марту 2013. Балотели се верио са својом девојком, Фани Нигуешом. Они су раскинули у септембру 2014

## Статистика каријере

### Клуб
Ажурирано утакмице одигране 5. новембра 2017
| Клуб              | Сезона            | Лига              | Лига        | Лига       | Куп такмичења | Куп такмичења | Лига Куп    | Лига Куп   | Европска Такмичења | Европска Такмичења | Друга Такмичења | Друга Такмичења | Укупно      | Укупно     |
| Клуб              | Сезона            | Дивизија          | Бр. Наступа | Бр. Голова | Бр. Наступа   | Бр. Голова    | Бр. Наступа | Бр. Голова | Бр. Наступа        | Бр. Голова         | Бр. Наступа     | Бр. Голова      | Бр. Наступа | Бр. Голова |
| ----------------- | ----------------- | ----------------- | ----------- | ---------- | ------------- | ------------- | ----------- | ---------- | ------------------ | ------------------ | --------------- | --------------- | ----------- | ---------- |
| Лумецане          | 2005–06           | Серија Ц1         | 2           | 0          | —             | —             | —           | —          | —                  | —                  | —               | —               | 2           | 0          |
| Лумецане          | Укупно            | Укупно            | 2           | 0          | —             | —             | —           | —          | —                  | —                  | —               | —               | 2           | 0          |
| Интер             | 2007–08           | Серија А          | 11          | 3          | 4             | 4             | —           | —          | 0                  | 0                  | 0               | 0               | 15          | 7          |
| Интер             | 2008–09           | Серија А          | 22          | 8          | 2             | 0             | —           | —          | 6                  | 1                  | 1               | 1               | 31          | 10         |
| Интер             | 2009–10           | Серија А          | 26          | 9          | 5             | 1             | —           | —          | 8                  | 1                  | 1               | 0               | 40          | 11         |
| Интер             | Укупно            | Укупно            | 59          | 20         | 11            | 5             | —           | —          | 14                 | 2                  | 2               | 1               | 86          | 28         |
| Манчестер Сити    | 2010–11           | Премијер Лига     | 17          | 6          | 5             | 1             | 0           | 0          | 6                  | 3                  | —               | —               | 28          | 10         |
| Манчестер Сити    | 2011–12           | Премијер Лига     | 23          | 13         | 0             | 0             | 2           | 1          | 6                  | 3                  | 1               | 0               | 32          | 17         |
| Манчестер Сити    | 2012–13           | Премијер Лига     | 14          | 1          | 1             | 0             | 1           | 1          | 4                  | 1                  | 0               | 0               | 20          | 3          |
| Манчестер Сити    | Укупно            | Укупно            | 54          | 20         | 6             | 1             | 3           | 2          | 16                 | 7                  | 1               | 0               | 80          | 30         |
| Милан             | 2012–13           | Серија А          | 13          | 12         | 0             | 0             | —           | —          | —                  | —                  | —               | —               | 13          | 12         |
| Милан             | 2013–14           | Серија А          | 30          | 14         | 1             | 1             | —           | —          | 10                 | 3                  | —               | —               | 41          | 18         |
| Милан             | Укупно            | Укупно            | 43          | 26         | 1             | 1             | —           | —          | 10                 | 3                  | —               | —               | 54          | 30         |
| Ливерпул          | 2014–15           | Премијер Лига     | 16          | 1          | 4             | 0             | 3           | 1          | 5<                 | 2                  | —               | —               | 28          | 4          |
| Ливерпул          | Укупно            | Укупно            | 16          | 1          | 4             | 0             | 3           | 1          | 5                  | 2                  | —               | —               | 28          | 4          |
| Милан (позајмица) | 2015–16           | Серија А          | 20          | 1          | 3             | 2             | —           | —          | —                  | —                  | —               | —               | 23          | 3          |
| Милан (позајмица) | Укупно            | Укупно            | 20          | 1          | 3             | 2             | —           | —          | —                  | —                  | —               | —               | 23          | 3          |
| Ница              | 2016–17           | Лига 1            | 23          | 15         | 0             | 0             | 1           | 1          | 4                  | 1                  | —               | —               | 28          | 17         |
| Ница              | 2017–18           | Лига 1            | 8           | 6          | 0             | 0             | 0           | 0          | 6                  | 3                  | —               | —               | 14          | 9          |
| Ница              | Укупно            | Укупно            | 31          | 21         | 0             | 0             | 1           | 1          | 10                 | 4                  | —               | —               | 42          | 26         |
| Укупно у каријери | Укупно у каријери | Укупно у каријери | 225         | 89         | 25            | 9             | 7           | 4          | 55                 | 18                 | 3               | 1               | 315         | 121        |

### Репрезентација
Ажурирано утакмице одигране 7. септембра 2018.
| 2010   | 2  | 0  |
| 2011   | 5  | 1  |
| 2012   | 9  | 4  |
| 2013   | 13 | 7  |
| 2014   | 4  | 1  |
| 2015   | 0  | 0  |
| 2016   | 0  | 0  |
| 2017   | 0  | 0  |
| 2018   | 3  | 1  |
| Укупно | 36 | 14 |

### Голови за репрезентацију
Голови Балотелија у дресу са државним грбом
Ажурирано 28. мај 2018.
| #   | Датум               | Стадион                             | Противник         | Гол   | Резултат | Такмичење                 |
| --- | ------------------- | ----------------------------------- | ----------------- | ----- | -------- | ------------------------- |
| 1.  | 11. новембар 2011.  | Градски стадион у Вроцлаву          | Пољска            | 1 : 0 | 2 : 0    | Пријатељска               |
| 2.  | 18. јун 2012.       | Градски стадион у Познању,          | Ирска             | 2 : 0 | 2 : 0    | ЕП 2012.                  |
| 3.  | 28. јун 2012.       | Национални стадион у Варшави        | Немачка           | 1 : 0 | 2 : 1    | ЕП 2012.                  |
| 4.  | 28. јун 2012.       | Национални стадион у Варшави        | Немачка           | 2 : 0 | 2 : 1    | ЕП 2012.                  |
| 5.  | 16. октобар 2012.   | Сан Сиро, Милано                    | Данска            | 3 : 1 | 3 : 1    | Квалификације за СП 2014. |
| 6.  | 21. март 2013.      | Стадион у Женеви, Женева            | Бразил            | 2 : 2 | 2 : 2    | Пријатељска               |
| 7.  | 26. март 2013.      | Национални Стадион Та Кали, Та Кали | Малта             | 1 : 0 | 2 : 0    | Квалификације за СП 2014. |
| 8.  | 26. март 2013.      | Национални Стадион Та Кали, Та Кали | Малта             | 2 : 0 | 2 : 0    | Квалификације за СП 2014. |
| 9.  | 16. јун 2013.       | Маракана, Рио де Жанеиро            | Мексико           | 2 : 1 | 2 : 1    | Куп конфедерација 2013.   |
| 10. | 19. јун 2013.       | Арена Пернамбуко, Ресифе            | Јапан             | 3 : 2 | 4 : 3    | Куп конфедерација 2013.   |
| 11. | 10. септембар 2013. | Стадион Јувентус, Торино            | Чешка             | 2 : 1 | 2 : 1    | Квалификације за СП 2014. |
| 12. | 15. октобар 2013.   | Стадион Сан Паоло, Напуљ            | Јерменија         | 2 : 2 | 2 : 2    | Квалификације за СП 2014. |
| 13. | 14. јун 2014.       | Арена Амазонија, Манаус             | Енглеска          | 2 : 1 | 2 : 1    | СП 2014.                  |
| 14. | 28. мај 2018.       | Кибунпарк, Санкт Гален              | Саудијска Арабија | 1 : 0 | 2 : 1    | Пријатељска               |

## Трофеји и награде

### Клуб
Интер Милано
- Серија А (3): 2007/08, 2008/09, 2009/10.[158]
- Куп Италије (1): 2009/10.
- Суперкуп Италије (1): 2008.
- Лига шампиона (1): 2009/10.

Манчестер Сити
- Премијер Лига (1): 2011/12.
- ФА куп (1): 2010/11.
- ФА Комјунити шилд (1): 2012.

### Репрезентација Италије
- Европско првенство : друго место 2012.[158]
- Куп конфедерација : треће место 2013.[161]